# Mefjell
Mefjell (aus dem Norwegischen frei übersetzt Mittelberg) ist ein 3080 m hoher Berg im ostantarktischen Königin-Maud-Land. Er ragt 8 km westlich des Berges Bergersenfjella im Gebirge Sør Rondane auf.
Norwegische Kartografen, die diesem Berg auch seinen Namen gaben, kartierten ihn 1946 anhand von Luftaufnahmen, die bei der Lars-Christensen-Expedition 1936/37 entstanden, sowie 1957 anhand ebensolcher der US-amerikanischen Operation Highjump (1946–1947).